# Mikha'il Nu'ayma
Mīkhāʾīl Nuʿayma, in arabo ميخائيل نعيمة‎?, noto in Occidente come Mikhail Naimy (Baskinta, 17 ottobre 1889 – Beirut, 28 febbraio 1988), è stato uno scrittore e poeta libanese.

## Biografia
Seguì studi ecclesiastici presso il Seminario russo di Nazaret, poi a Poltava, in Ucraina.
Nel 1911 si recò negli Stati Uniti, dove risiedette per 20 anni, fino al 1931, diventando in tal modo uno dei più brillanti rappresentanti della diaspora araba in questo paese. Tornò poi in Libano, a Baskinta, nel 1932. Morì di polmonite il 1º marzo del 1988 a Beirut.
Come il suo Maestro e amico, Gibran Kahlil Gibran, Nuʿayma sperava che il mondo arabo realizzasse una sintesi della civiltà spirituale dell'Oriente e di quella materiale dell'Occidente. ». Nella sua opera di critica letteraria, al-Ghirbāl (Il Setaccio, 1923), definì in tal modo la sua concezione della poesia: «Essa deve esprimere ciò che vede lo sguardo interiore del poeta e ciò che nutre il suo cuore, al punto da diventare una realtà oggettiva nella sua vita».
Nuʿayma ha scritto un totale di 99 libri. Personalità letteraria importante del Libano e del Vicino Oriente, il suo lavoro principale rimane Il libro di Mirdad.